# Danmark ved VM i fodbold 2010
Danmark ved VM i fodbold 2010 beskriver forholdene ved Danmarks deltagelse i VM i fodbold 2010 i Sydafrika, som var første gang siden 2002, at holdet deltog i en VM-slutrunde. Holdet kvalificerede sig til slutrunden ved at vinde sin kvalifikationsgruppe foran bl.a. Portugal og Sverige.
Danmark kvalificerede sig ikke videre fra gruppespillet ved slutrunden, idet det blev til to nederlag og én sejr.

## Slutrunden
I det indledende gruppespil mødte Danmark Holland, Cameroun og Japan. Tre hold, som Danmark aldrig tidligere havde mødt i indledende runde i en VM-slutrunde.

### Kampe

#### Kamp 1
14. juni 2010 – 13:30

Soccer City, Johannesburg

Tilskuere:  83.465
| Holland                                    | 2–0   | Danmark |
| Daniel Agger 46' (selvmål) · Dirk Kuyt 85' | (0–0) |         |
|                                            |       |         |

- Dommer: Stéphane Lannoy (Frankrig)
- Assistentdommere: Eric Dansault og Laurent Ugo (Frankrig)
- 4. dommer: Roberto Rosetti (Italien)
- 5. dommer: Paolo Calcagno (Italien)

Der var ikke de største forventninger til den første kamp mod gruppens topseedede hold fra Holland. Det danske hold spillede imidlertid en ganske udmærket første halvleg og kom til et par pæne chancer, der dog blev brændt. Lige efter pausen gik det dog galt, da Simon Poulsen nåede op til et indlæg fra hollændernes venstre side. Hans hovedstød ramte Daniel Agger i ryggen og gik ind ved højre stolpe. Agger blev efterfølgende tilskrevet scoringen.
Målet tog tilsyneladende modet fra danskerne, der mod kampens slutning måtte indkassere endnu et mål efter et kontraangreb.

#### Kamp 2
19. juni 2010 – 20:30

Loftus Versfeld Stadium, Pretoria
Tilskuere:   38.704
| Cameroun         | 1–2   | Danmark                                     |
| Samuel Eto'o 10' | (1–1) | Nicklas Bendtner 33' · Dennis Rommedahl 61' |
|                  |       |                                             |

- Dommer: Jorge Larrionda (Uruguay)
- Assistentdommere: Pablo Fandino og Maurisio Espinosa (Uruguay)
- 4. dommer: Peter O'Leary (New Zealand)
- 5. dommer: Brent Best (New Zealand)

Danmark var efter nederlaget i første kamp nødt til at få point og helst vinde mod Cameroun, der ligeledes var tvunget til at få point. Kampen indeholdt mange chancer og var præget af ikke alt for imponerende forsvarsspil i begge ender. Danmark fik en dårlig start, da en fejlaflevering langt tilbage på banen fra Christian Poulsen opfanges af en modstander, der centrer ind til en udækket Samuel Eto'o, er har let ved at score.
Senere i første halvleg sender Simon Kjær med en lang diagonalaflevering Dennis Rommedahl af sted. Han spurter mod baglinjen og afleverer præcist indover, hvor Nicklas Bendtner med en lang tå får bolden prikket i mål. Kort efter er det Martin Jørgensens tur til at lave en fejlaflevering, der sender Eto'o af sted, men danskerne slipper med skrækken, da han rammer stolpen.
Anden halvleg giver store chancer i begge ender, blandt andet til Jon Dahl Tomasson, der skyder lige på målmanden. Men et hurtigt og langt udkast fra Thomas Sørensen til Bendtner blev hurtigt sendt videre til Rommedahl, der med en finte udfordrede sin direkte modstander, trak hurtigt ind mod feltet og sender med venstrebenet bolden i en bue uden om målmanden og ind ved den fjerneste stolpe. Målet afgjorde kampen og betød, at Cameroun var uden mulighed for at avancere.

#### Kamp 3
24. juni 2010 – 20:30

Royal Bafokeng Stadium, Rustenburg
Tilskuere:  27.967
| Danmark               | 1–3                                                       | Japan                                                      |
| Jon Dahl Tomasson 81' | (0–2) Rapport Arkiveret 27. juni 2010 hos Wayback Machine | Keisuke Honda 17' · Yasuhito Endō 30' · Shinji Okazaki 87' |
|                       |                                                           |                                                            |

- Dommer: Jerome Damon (Sydafrika)
- Assistentdommere: Célestin Ntagungira (Rwanda) og Enock Molefe (Sydafrika)
- 4. dommer: Martin Hansson (Sverige
- 5. dommer: Henrik Andrén (Sverige)

Begge holdene havde én sejr på forhånd, men med en bedre målscore kunne Japan nøjes med uafgjort i kampen. Simon Kjær havde karantæne i kampen, hvor Danmark åbnede med aggressivt spil. Men da japanerne fik et frispark i venstre side cirka midt på den danske banehalvdel, fik Honda sparket bolden uden om muren og i mål ved den fjerneste stolpe. Thomas Sørensen havde taget et skridt til den forkerte side og kom akkurat ikke ud til skuddet.
Danskerne havde fortsat meget spil, men chancerne blev færre, som halvlegen skred frem. Da Japan fik endnu et frispark, denne gang midt for mål, blev det igen sparket uden om muren og gik ind tæt ved stolpen. Danskerne var nu presset, da der skulle tre mål til for at sikre videre deltagelse.
Morten Olsen skiftede ud for at prøve at få mere tyngde i det offensive spil. Det blev til et par store chancer, og igen fik Jon Dahl Tomasson muligheden et par gange uden at kunne score. Der skulle et straffespark til dømt til Daniel Agger, der mod slutningen lå permanent i angrebet, for at give en dansk scoring. Tomasson blev sat til at sparke, men skød svagt midt på målmanden, der dog ikke kunne holde bolden, som Tomasson nåede først frem til og omsider fik bolden i mål. Han nåede dermed op på 52 landskampmål og indhentede Poul "Tist" Nielsen på alle tiders topscorerliste på det danske landshold.
Danskerne pressede nu endnu mere på, men mere end et skud på overliggeren af Søren Larsen blev det ikke til, og i slutminutterne drev kampens spiller, Honda, gæk med det danske forsvar, inden han med en smart aflevering spillede Okazaki fri til scoring i et tomt mål. Danmark var dermed definitivt ude af turneringen.

## Kvalifikation
Danmark kvalificerede sig til slutrunden i Sydafrika ved at vinde kvalifikationsgruppe 1, bl.a. gennem en udebanesejr over forhåndsfavoritten Portugal. Det eneste nederlag var i mod Ungarn i den sidste kamp, på et tidspunkt, hvor holdet allerede var sikret gruppens førsteplads.

### Danmarks kampe
| Ungarn   | – | Danmark  | 0:0       |
| Portugal | – | Danmark  | 2:3 (1:0) |
| Danmark  | – | Malta    | 3:0 (2:0) |
| Malta    | – | Danmark  | 0:3 (0:2) |
| Danmark  | – | Albanien | 3:0 (2:0) |
| Sverige  | – | Danmark  | 0:1 (0:1) |
| Danmark  | – | Portugal | 1:1 (1:0) |
| Albanien | – | Danmark  | 1:1 (0:1) |
| Danmark  | – | Sverige  | 1:0 (0:0) |
| Danmark  | – | Ungarn   | 0:1 (0:1) |

- Målscorere for Danmark Søren Larsen (5), Nicklas Bendtner (3), Christian Poulsen (2), Daniel Agger, Leon Andreasen, Daniel Jensen, Thomas Kahlenberg, Morten Nordstrand og Jakob Poulsen.[2]

### Slutstilling
| Rang | Land     | Mål (for:imod) | Point |
| ---- | -------- | -------------- | ----- |
| 1    | Danmark  | 16:5           | 21    |
| 2    | Portugal | 17:5           | 19    |
| 3    | Sverige  | 13:5           | 18    |
| 4    | Ungarn   | 10:8           | 16    |
| 5    | Albanien | 6:13           | 7     |
| 6    | Malta    | 0:26           | 1     |

## Bruttotrup ved slutrunden
| Nummer / Navn | Nummer / Navn       | Hold forud for VM         | Fødselsdag | Kampe   | Mål     | Røde kort | G/R     | Gule kort |
| Målmænd       | Målmænd             | Målmænd                   | Målmænd    | Målmænd | Målmænd | Målmænd   | Målmænd | Målmænd   |
| ------------- | ------------------- | ------------------------- | ---------- | ------- | ------- | --------- | ------- | --------- |
| 16            | Stephan Andersen    | Brøndby IF                | 26.11.1981 | 0       | 0       | 0         | 0       | 0         |
| 22            | Jesper Christiansen | FC København              | 24.04.1978 | 0       | 0       | 0         | 0       | 0         |
| 1             | Thomas Sørensen     | Stoke City (ENG)          | 12.06.1976 | 2       | 0       | 0         | 0       | 1         |
| Forsvar       |                     |                           |            |         |         |           |         |           |
| 4             | Daniel Agger        | FC Liverpool (ENG)        | 12.12.1984 | 2       | 0       | 0         | 0       | 0         |
| 6             | Lars Jacobsen       | Blackburn Rovers (ENG)    | 20.09.1979 | 2       | 0       | 0         | 0       | 0         |
| 3             | Simon Kjær          | US Palermo (ITA)          | 26.03.1989 | 2       | 0       | 0         | 0       | 2         |
| 13            | Per Krøldrup        | AC Fiorentina (ITA)       | 31.07.1979 | 0       | 0       | 0         | 0       | 0         |
| 5             | William Kvist       | FC København              | 24.02.1985 | 0       | 0       | 0         | 0       | 0         |
| 23            | Patrick Mtiliga     | FC Málaga (SPA)           | 26.01.1981 | 0       | 0       | 0         | 0       | 0         |
| 15            | Simon Poulsen       | AZ Alkmaar (NED)          | 07.10.1984 | 2       | 0       | 0         | 0       | 0         |
| Midtbane      |                     |                           |            |         |         |           |         |           |
| 17            | Mikkel Beckmann     | Randers FC                | 24.10.1983 | 1       | 0       | 0         | 0       | 0         |
| 20            | Thomas Enevoldsen   | FC Groningen (NED)        | 27.07.1987 | 0       | 1       | 0         | 0       | 0         |
| 21            | Christian Eriksen   | Ajax Amsterdam (NED)      | 14.02.1992 | 1       | 0       | 0         | 0       | 0         |
| 8             | Jesper Grønkjær     | FC København              | 12.08.1977 | 2       | 0       | 0         | 0       | 0         |
| 7             | Daniel Jensen       | Werder Bremen (GER)       | 25.06.1979 | 1       | 0       | 0         | 0       | 0         |
| 10            | Martin Jørgensen    | AGF                       | 06.10.1975 | 2       | 0       | 0         | 0       | 0         |
| 12            | Thomas Kahlenberg   | VfL Wolfsburg (GER)       | 20.03.1983 | 2       | 0       | 0         | 0       | 0         |
| 2             | Christian Poulsen   | Juventus (ITA)            | 28.02.1980 | 1       | 0       | 0         | 0       | 0         |
| 14            | Jakob Poulsen       | AGF                       | 07.07.1983 | 0       | 0       | 0         | 0       | 0         |
| 19            | Dennis Rommedahl    | Ajax Amsterdam (NED)      | 22.07.1978 | 2       | 1       | 0         | 0       | 0         |
| Angreb        |                     |                           |            |         |         |           |         |           |
| 11            | Nicklas Bendtner    | Arsenal F.C. (ENG)        | 16.01.1988 | 2       | 1       | 0         | 0       | 0         |
| 18            | Søren Larsen        | MSV Duisburg (GER)        | 06.09.1981 | 0       | 0       | 0         | 0       | 0         |
| 9             | Jon Dahl Tomasson   | Feyenoord Rotterdam (NED) | 29.08.1976 | 1       | 0       | 0         | 0       | 0         |
| Træner        |                     |                           |            |         |         |           |         |           |
|               | Morten Olsen        |                           | 14.08.1949 |         |         |           |         |           |

## Træningskampe
Mens kvalifikationsturneringen var i gang, spillede Danmark tre venskabskampe mod lande, der alle siden kvalificerede til slutrunden. I august 2009 blev det til et nederlag på 1-2 til Chile, i november blev det til uafgjort 0-0 mod Sydkorea og sejr på 3-1 over USA.
I januar 2010 deltog ligalandsholdet i en turnering i Thailand, som de vandt efter en 5-1 sejr over værtslandet. 
Forud for slutrunden vandt A-landsholdet 2-1 over Senegal i Aalborg, mens det blev til to nederlag i to testkampe efter ankomsten til Sydafrika, i begge tilfælde 0-1 mod henholdsvis Australien og Sydafrika.

## Indkvartering
Under turneringen har det danske hold hovedkvarter i Simola Gold and Country Estate, der ligger i Knysna ved Garden Route, en populær strækning mellem Mossel Bay og Port Elizabeth. 